# Angel at My Table
Angel at My Table war eine 2009 von Adriel von Grünigen (E-Bass), Joe Flies (Schlagzeug), Tom Aschman (Gitarre) und Joelle Gelhausen (Gesang) gegründete Power-Pop-/Rock-Band aus Luxemburg. Sonstige Gitarristen waren Jimmy Leen, Robin Teuwens und Jimmy Braun.

## Geschichte
Die Band entstand aus drei Mitgliedern (Joe, Adriel und Tom), die früher zusammen bei der Alternative-Rock-Schülerband „Javies“ aktiv waren.
Im Februar 2010 erschien die erste Single „City Romance“, die sich 12 Wochen lang in der Top-3 der luxemburgischen Charts platzieren konnte. Am 10. April desselben Jahres erschien die gleichnamige EP, die von Charles Stoltz produziert wurde. Am 15. Juli 2010 spielte die Gruppe im Vorprogramm von Good Charlotte. Am 12. August spielte Angel at My Table erstmals in Deutschland. Dies war auf dem Rocco del Schlacko in Püttlingen. Im Dezember folgte der erste Auftritt der Band in Santander, Spanien im Rahmen des „Myspace Eurodemo Finales“. Zuvor gab die Gruppe 3 Konzerte in Österreichs Hauptstadt Wien.
Am 5. April des Jahres 2011 spielten Angel at My Table erstmals in Belgien. Am 20. und 21. April war die Band Vorgruppe für One Republic, die zweimal in Luxemburg auftraten. Nach einem Auftritt auf dem Food for Your Senses Festival spielte die Gruppe eine kleine Deutschland-Tour. Im Rahmen der Tour spielten Angel at My Table auf dem Frequency-Festival im österreichischen Sankt Pölten auf der Green Stage als Opener für Kaiser Chiefs, The Kooks, Feeder, Friendly Fires und The Chemical Brothers. Am 30. September des Jahres war Angel at My Table Vorband für Jennifer Rostock, die an diesem Tag in Diekirch auftraten. Etwas später waren sie bei einem Showcase Festival (Sonic Visions Festival) in der Rockhal dabei.
Am 25. Februar 2012 wurde die zweite EP „In a heartbeat“ veröffentlicht. Als Vorgruppe auf der Release-Party, die in der Kulturfabrik in Esch stattfand, spielte unter anderem Betray Your Idols. Angel at My Table nahmen an dem Rock-am-Ring-Bandwettbewerb teil und erreichte das Finale am 19. Mai 2012.
Auch war ein Auftritt auf dem Festival Rock-A-Field bestätigt, das jährlich von über 10,000 Zuschauern besucht wird. Weitere besuchte Festivals waren Rock um Knuedler und das e-Lake festival. Dort spielte Angel at My Table auf der Hauptbühne mit Kool Savas, Bakkushan, Emil Bulls und Mutiny on the Bounty.
Am 3. März 2012 waren Angel at My Table bei RTL Télé Lëtzebuerg in der Sendung „Ben’s Club“ zu sehen. Am 31. August 2012 startete die Gruppe ihre „In a Heartbeat“-Sommer-Tour, die bis zum 9. September dauerte und durch Belgien, Deutschland, Luxemburg, Frankreich und Großbritannien. führte. Am 18. November startete die Gruppe ihre erste einwöchige Konzertreise durch Australien, welche fünf Konzerte umfasste.
Im März 2013 spielten sie im Rahmen der Canadian Music Week zweimal in Toronto und einmal in Hamilton.
Im Sommer 2013 verließ Tom die Band und Jimmy Braun wurde neues Bandmitglied.
Im Oktober 2013, haben Angel At My Table ihr Debütalbum in Baltimore mit Paul Leavitt (All Time Low, Dangerous Summer, VersaEmerge, Circa Survive) aufgenommen.
Mit der Unterstützung der ebenfalls aus Luxemburg stammenden Bands Five Cent Cones und Thoughts of the 4, war die Release-Party zum Debüt-Album Light am 17. Mai 2014 im Den Atelier in Luxemburg-Stadt.
Am 21. Februar 2015 verkündete die Band ihre Auflösung und gab ein letztes Abschlusskonzert im "de Gudde Wëllen" in der luxemburgischen Hauptstadt.

## Diskografie

### Album
- 2014: Light

### EPs
- 2010: City Romance
- 2012: In a Heartbeat

### Single
- 2010: City Romance (#1 in den RTL Radio Charts Luxemburg, 3 Wochen)